# Theta Muscae
Theta Muscae (θ Mus, θ Muscae) é um sistema estelar triplo na constelação de Musca. Com uma magnitude aparente combinada de 5,53, só é visível a olho nu em excelentes condições de visualização, mas seu componente primário é a segunda estrela Wolf-Rayet mais brilhante do céu (perdendo apenas para Gamma2 Velorum). Estrelas Wolf-Rayet são supergigantes azuis em estágio avançado de evolução que perderam suas camadas externas e estão emitindo elementos pesados do núcleo, nesse caso principalmente carbono, além de um forte vento estelar. A distância a Theta Muscae foi estimada em cerca de 2 300 pc (7 500 anos-luz), enquanto as medições diretas de paralaxe pela sonda Gaia indicam uma distância mais provável na faixa de 2200 a 3800 parsecs.
Este sistema estelar triplo é composto por uma binária espectroscópica e uma supergigante azul mais afastada. A binária espectroscópica é formada pela estrela Wolf-Rayet, de tipo espectral WC5/6, e uma estrela de classe O da sequência principal de tipo espectral O6/O7V. Elas estão separadas por 0,5 UA e completam uma órbita a cada 19,14 dias. A 46 milissegundos de arco (o que corresponde a 100 UA) do par está a supergigante azul, que possui tipo espectral de O9.5/B0Iab. As três estrelas são muito brilhantes, e juntas têm provavelmente mais de um milhão de vezes a luminosidade do Sol. Todas têm mais de 10 vezes a massa solar, e portanto podem acabar a vida como supernovas.